# 异海豚科
异海豚科（学名：Allodelphinidae）是齒鯨小目的下的一個已滅絕的科，化石主要發現於北太平洋東部地區、阿拉斯加和日本的海洋沉積物中。

## 下属分类
本科包括以下属：
- 異海豚屬 Allodelphis Wilson, 1935
- 北臉海豚屬 Arktocara Boersma et Pyenson, 2016
- 格德特海豚屬 Goedertius Barnes et Kimura, 2016
- 忍者海豚屬 Ninjadelphis Kimura, 2016
- 長吻鯨屬 Zarhinocetus Barnes et Reynolds, 2009